# 傑米·希斯利普
傑米·希斯利普（英語：Jamie Heaslip；1983年12月15日—）是一位愛爾蘭橄欖球運動員。他是愛爾蘭國家橄欖球隊的一員，代表愛爾蘭參加了2015年世界盃橄欖球賽。